# İstiklâl Marşı
İstiklal Marşı (tiếng Việt: Hành khúc độc lập) là bài quốc ca của Thổ Nhĩ Kỳ. Nó được thông qua vào ngày 12 tháng 3 năm 1921, mặc dù Thổ Nhĩ Kỳ chưa được thành lập. Sau khi Chiến tranh giành độc lập Thổ Nhĩ Kỳ kết thúc, nó trở thành quốc ca chính thức của nước này vào ngày 29 tháng 10 năm 1923.
Được viết vào năm 1921 bởi Mehmet Âkif Ersoy, và phần nhạc bởi Osman Zeki Üngör và nhạc sĩ người Armenia, Edgar Manas, bài hát này nói lên tình cảm đối với quê nhà, tự do và đức tin của Thổ Nhĩ Kỳ cũng như khen ngợi những đức tính của hy vọng, lòng tận tụy và hy sinh trong việc theo đuổi tự do, tất cả được khám phá thông qua hình ảnh thị giác, xúc giác và động não như những khái niệm này liên quan đến lá cờ, tinh thần con người và đất đai của quê hương. Bản thảo gốc của Ersoy mang lại sự cống hiến cho Kahraman Ordumuza - "Đội quân Anh hùng của chúng ta", liên quan đến quân đội nhân dân mà cuối cùng đã giành được Độc lập, với lời bài hát phản ánh về sự hy sinh của những người lính trong chiến tranh.
Nó được sử dụng thường xuyên trong các sự kiện của nhà nước và quân sự, cũng như trong các lễ hội quốc gia, bayram, các sự kiện thể thao, và các buổi lễ của trường. Các hình miêu tả bằng hình ảnh cũng có thể được tìm thấy trên màn hình trạng thái hoặc hiển thị công cộng, chẳng hạn như dưới dạng một cuộn hiển thị hai quatrains đầu tiên của bài hát này trên mặt sau của giấy bạc lira Thổ Nhĩ Kỳ năm 1983-1989
.

## Lời
Lời bài hát của Quốc ca Thổ Nhĩ Kỳ là một bài thơ dài với 41 câu. Chỉ có 8 câu đầu tiên được chọn làm lời chính thức.

### İstiklal Marşı (tiếng Thổ Nhĩ Kỳ)
Korkma! Sönmez bu şafaklarda yüzen al sancak,
Sönmeden yurdumun üstünde tüten en son ocak.
O benim milletimin yıldızıdır, parlayacak;
O benimdir, o benim milletimindir ancak.
Çatma, kurban olayım, çehreni ey nazlı hilal!
Kahraman ırkıma bir gül; ne bu şiddet, bu celal?
Sana olmaz dökülen kanlarımız sonra helal...
Hakkıdır, Hakk'a tapan milletimin istiklal.

### Hành khúc độc lập (lời tiếng Việt)
Đừng sợ! Lá cờ màu đỏ thắm tự hào tung bay trong bình minh vinh quang này, sẽ không bao giờ phai.
Trước khi trái tim bừng cháy cuối cùng đang cháy trong quê hương của tôi sẽ bị dập tắt.
Vì nó là ngôi sao của dân ta, và sẽ mãi mãi chiếu sáng.
Muôn đời thuộc về chúng ta; và chỉ thuộc về quốc gia anh hùng này thôi.
Đừng phật lòng, ta xin người, lá cờ vinh quang thân yêu ơi!
Hãy nở nụ cười trên Tổ quốc anh hùng này! Tại sao phải căm giận?
Máu của chúng ta để nhuộm đỏ người
Để Tổ quốc muôn đời tự do.